# Maxence Cyrin
Maxence Cyrin (Besançon, 30 gennaio 1971) è un compositore, pianista e direttore d'orchestra francese, famoso per aver sviluppato adattamenti per pianoforte di brani dei Depeche Mode, Pixies e dei Massive Attack.

## Biografia
Da bambino intraprende lo studio del pianoforte classico, studiando anche al conservatorio. Nella prima adolescenza coltiva interessi musicali disparati, in particolare per la new wave, sviluppando una forte caratterizzazione musicale che lo porterà all'età di 18 anni ad incidere le sue prime tracce. Solo pochi anni dopo incide già per alcune etichette indipendenti.
A 25 anni si trasferisce a Parigi, dove conosce Burt Bacharach. Lavora come crooner presso l'emittente parigina "Radio Nova" e come editorialista per un telegiornale su Canal Plus.
Nel 2005 produce il suo primo album Modern Rhapsodies nel quale realizza adattamenti di pezzi dei Depeche Mode, Massive Attack e di Moby. Nel 2009 pubblica il suo secondo album, Novö Piano, nel quale si trovano ancora adattamenti di successi dei Pixies, Daft Punk, Arcade Fire, MGMT e dei Justice. Grazie al suo crescente successo viene richiesto da diverse produzioni anche per comporre colonne sonore per il cinema. Attualmente ha un contratto discografico con l'etichetta F Communications.

## Discografia

### Album
- Organic Crux (1989)
- Etranges nuits (1991)
- Transe and Danse (1991)
- The New Maniac (1992)
- Tekno nostrum (1992)
- Instants (1995)
- I hear voices (2002)
- Megasoft Office (2005)
- Modern Rhapsodies (2005)
- Novö Piano (2009)
- Eye of the Storm (2012)
- The Fantasist (2012)
- Nocturnes (2014)
- Novö Piano II (2015)
- Aurora (2020)
- Melancholy Island (2021)

### EP
- Powertrance (1992)

### Singoli
- Behind the Wheel (2006)
- The Frenchman (Piano Solo) (2020)
- Larmes glaceés (Piano Solo) (2020)